# Jagodowiec

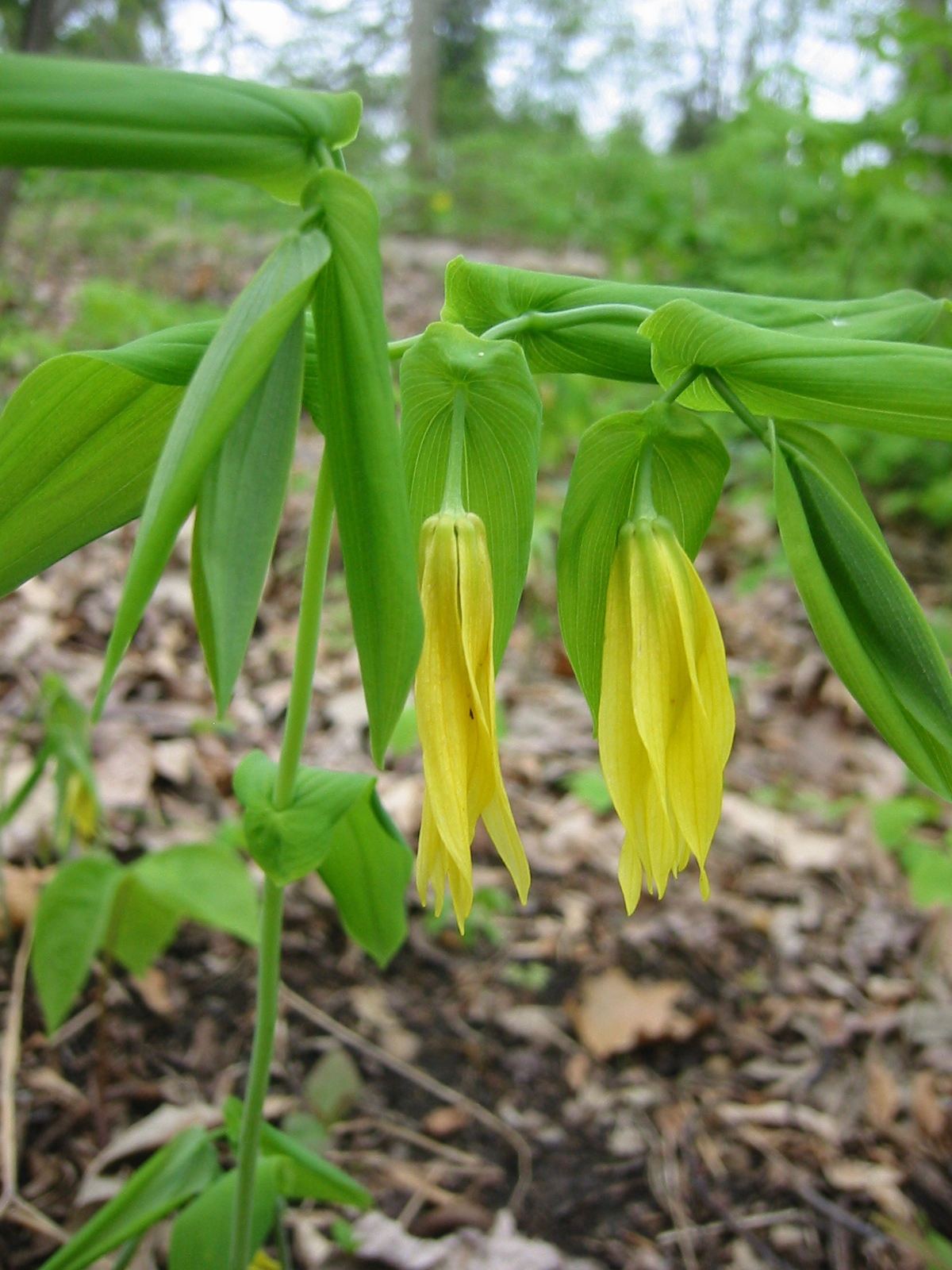
Jagodowiec wielkokwiatowy (sekcja Uvularia)

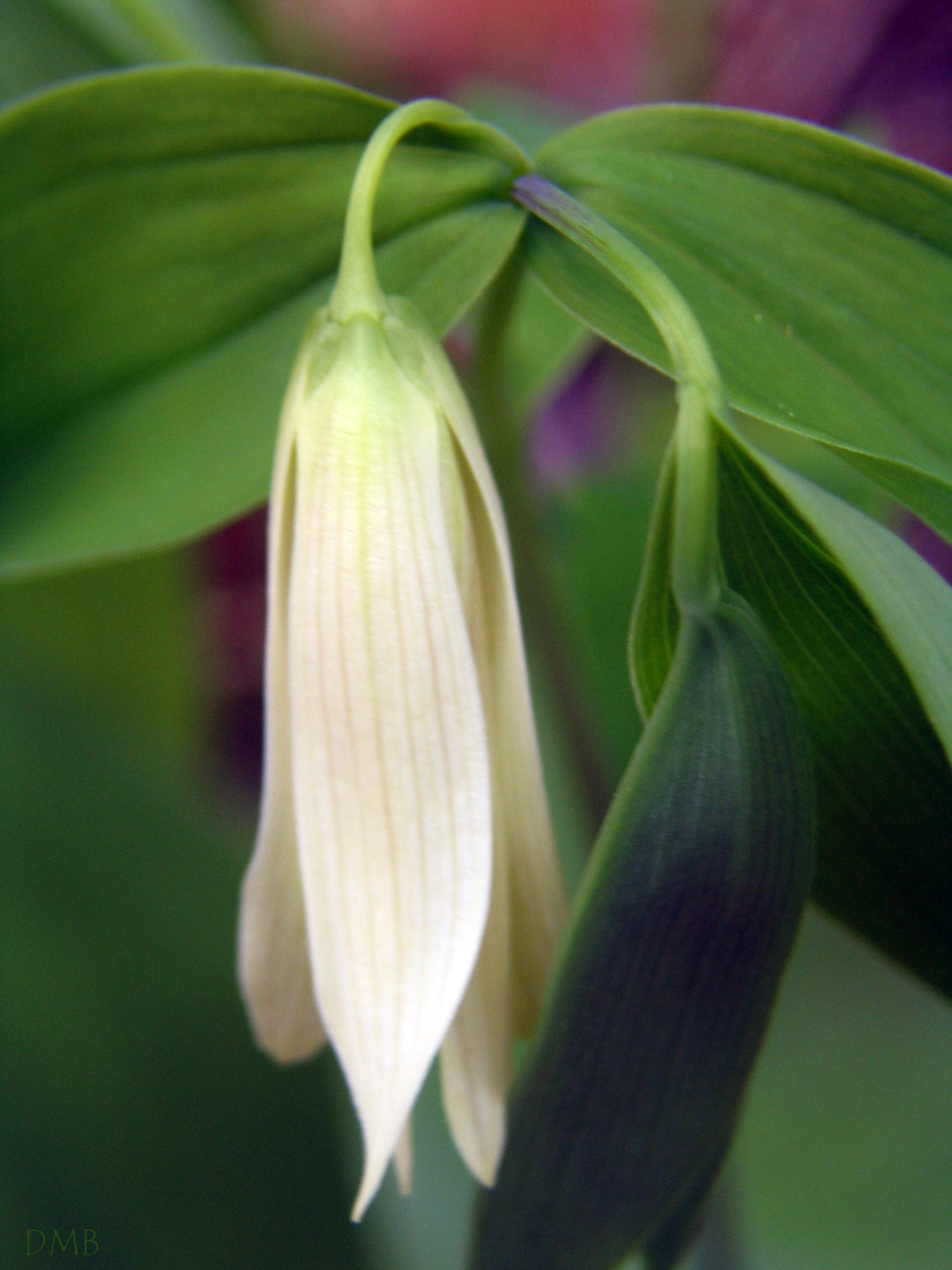
Jagodowiec bezogonkowy (sekcja Oakesiella)

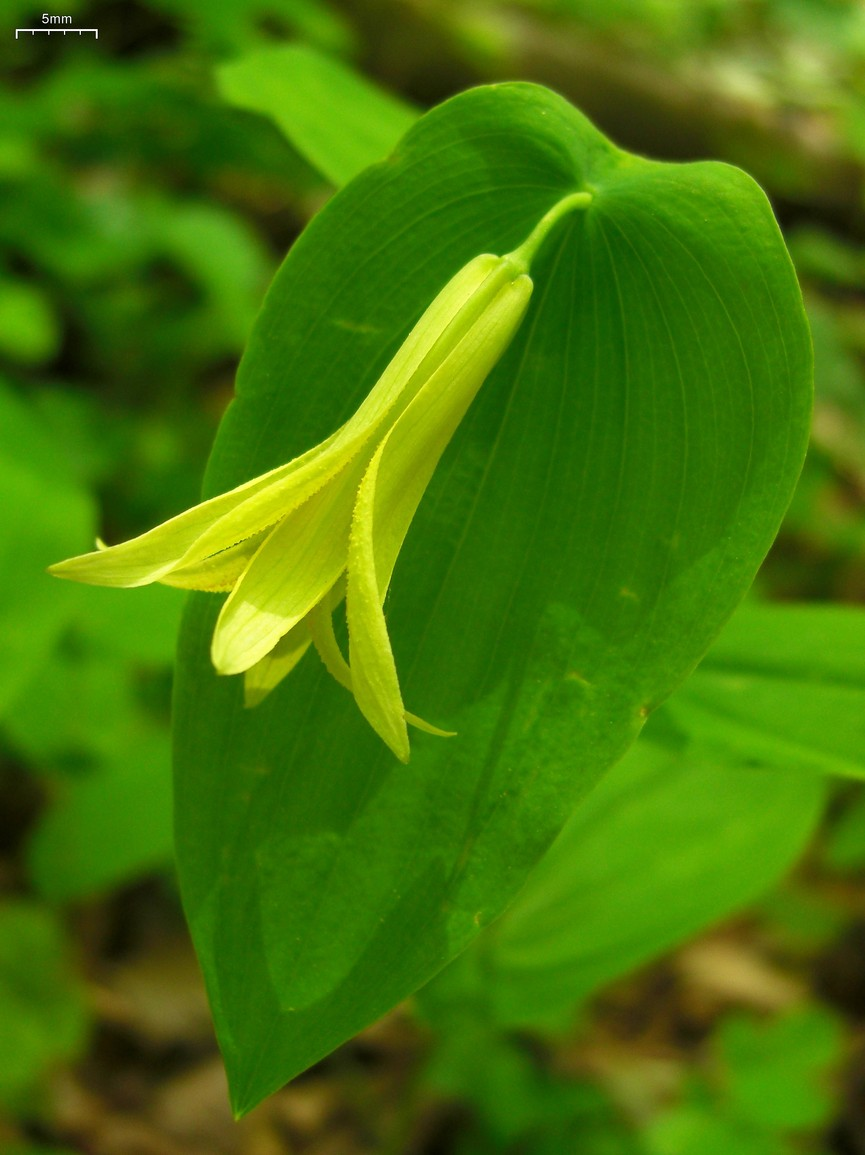
Jagodowiec przerosłolistny (sekcja Uvularia)

Jagodowiec, sopleniec (Uvularia L.) – rodzaj wieloletnich, ziemnopączkowych roślin zielnych z rodziny zimowitowatych, obejmujący 5 gatunków występujących w południowo-wschodniej Kanadzie oraz środkowych i wschodnich Stanach Zjednoczonych. W naturze rosną w lasach i zaroślach. Jagodowiec wielkokwiatowy jest popularną rośliną ozdobną w Ameryce i Wielkiej Brytanii. Zalecany jest także do stosowania w Polsce. W uprawie spotyka się również jagodowiec przerosłolistny, którego młode pędy spożywane są jako substytut szparagów. Kilka gatunków znajduje zastosowanie jako rośliny lecznicze. 

## Rozmieszczenie geograficzne
Zasięg rodzaju obejmuje wschodnią część kontynentu północnoamerykańskiego. Najszerzej rozpowszechniony jest jagodowiec bezogonkowy, rosnący od Quebecu i Nowej Szkocji w Kanadzie po Dakotę Północną i Teksas na zachodzie oraz północną Florydę na południu. Po środkową część kontynentu sięga także jagodowiec wielkokwiatowy, ale wschodni zasięg tego gatunku kończy się na Appalachach. Jagodowiec przerosłolistny i Uvularia puberula rosną z kolei w rejonie Appalachów i na Nizinie Atlantyckiej. Najmniejszy zasięg ma Uvularia floridana, spotykana na niewielkim obszarze w południowo-wschodnim krańcu Stanów Zjednoczonych, od Karoliny Południowej po stan Missisipi.

## Morfologia
PokrójZielne o wysokości do 75 cm (przeważnie do 40–50 cm), przechodząca zimą okres spoczynku.
KłączeTrzy gatunki (U. perfoliata, U. grandiflora i U. puberula) tworzą kłącza o długości nie przekraczającej 1 cm. Dwa gatunki (U. floridana i U. sessilifolia) cechują się kłączami o długości przekraczającej 10 cm. U. perfoliata tworzy nadto parę podziemnych rozłogów o długości do 15 cm, które ukorzeniają się i po wypuszczeniu pędu naziemnego obumierają.
ŁodygaPędy naziemne wzniesione, proste lub jednokrotnie rozgałęzione sympodialnie, o długości od 10 do 75 cm. Gatunki zaliczane do sekcji Oakesiella tworzą łodygi silnie kanciaste, pełne. Łodygi gatunków zaliczanych do sekcji Uvularia są cylindryczne i puste w środku. Pędy są nagie lub omszone, u nasady okryte łuskowatymi pochwami liściowymi.
LiścieRośliny są ulistnione w górnej części pędu, naprzemianlegle. Budowa nasady liści jest główną cechą podziału systematycznego rodzaju. Rośliny zaliczane do sekcji Uvularia mają liście gładkie, o nasadzie obejmującej łodygę, natomiast liście roślin zaliczanych do sekcji Oakesiella są drobno brodawkowate i siedzące. Blaszki liściowe podługowato-równowąskie do podługowato-jajowatych, błoniaste do skórzastych, o wymiarach od 4–8×1,3–4 cm (U. sessilifolia) do 6–13,5×2–6,5 cm (U. grandiflora).
KwiatyRośliny tworzą przeważnie jeden (jedynie U. grandiflora i U. puberula do trzech) sześciopręcikowy, zwisły kwiat u szczytu każdego rozgałęzienia pędu. Szypułki o długości od 0,8 cm (U. floridana) do 2,5 cm (U. grandiflora). Kwiaty u gatunków U. floridana, U. grandiflora i U. perfoliata wsparte są przysadką, niekiedy liść ten występuje również u roślin z gatunku U. puberula, nie był jednak zaobserwowany w przypadku U. sessilifolia. Okwiat wąsko dzwonkowaty, sześciolistkowy, złotożółty, słomkowożółty, zielonkawożółty lub białawożółtawy. Listki nachodzące na siebie, szybko obumierające, równowąskie, o wierzchołkach tępych do ostrych i wymiarach od 10–25×2–4 mm (U. puberula) do 25–50×3–10 mm (U. grandiflora). U nasady listków okwiatu obecne są torebki miodnikowe. Pręciki wyraźnie lub słabo zrośnięte u nasady okwiatu. Nitki pręcików lekko spłaszczone, nagie. Główki pręcików równowąskie, dwukrotnie dłuższe od nitek. Zalążnia górna, trójkomorowa, siedząca lub trzonkowata (tylko w przypadku U. sessilifolia), w przekroju zaokrąglona (sekcja Uvularia) do ostro trójkątnej (sekcja Oakesiella). Szyjka słupka pojedyncza, trójklapowa, zakończona 3 znamionami.
OwoceTorebki zielonkawe do żółtawo-brązowych. U gatunków zaliczanych do sekcji Uvularia owoce są ścięte, natomiast u roślin z sekcji Oakesiella stożkowate i ostre, a nawet – w przypadku U. floridana – długo dziobkowate. Torebki U. sessilifolia są długo szypułkowe. W każdej komorze owocu tworzy się od jednego do trzech brązowawo-czerwonych, jajowatych do kulistych nasion.

## Biologia i ekologia
RozwójByliny, geofity ryzomowe. Kwiaty protandryczne, kwitną od wiosny do wczesnego lata.
SiedliskoWilgotne lub suche lasy liściaste zrzucające liście na zimę, lasy łęgowe na osadach aluwialnych oraz zarośla.
GenetykaLiczba chromosomów homologicznych u roślin z tego rodzaju wynosi x = 6 lub 7. Ich genom jest diploidalny (2n = 12, 14). Według niektórych autorów bazowa liczba chromosomów u roślin z tego rodzaju wynosi x = 7 (2n = 14), jedynie w przypadku Uvularia floridana zaobserwowano nullisomnię (brak jednej pary chromosomów, tj. 2n = 12).

## Systematyka
Pozycja rodzaju według Angiosperm Phylogeny Website (aktualizowany system APG IV z 2016)Rodzaj zaliczany jest do plemienia Uvularieae w rodzinie zimowitowatych (Colchicaceae), należącej do rzędu liliowców (Liliales) zaliczanych do jednoliściennych (monocots). W obrębie plemienia stanowi rodzaj siostrzany wobec rodzaju parnik (Disporum)
Pozycja rodzaju w innych systemachW systemie Takhtajana z 1997 roku rodzaj zaliczony został do plemienia Uvularieae w rodzinie Uvulariaceae, zaliczonej do rzędu zimowitowców (Colchicales). W ostatniej wersji tego systemu, opublikowanej w roku 2008, autor zaliczył rodzaj jagodowiec do podrodziny Uvularioideae w rodzinie zimowitowatych, w rzędzie liliowców.
Gatunki zgodnie z podziałem rodzaju według Wilbura (1963)
- sekcja Oakesiella Small
  - Uvularia floridana Chapm.
  - Uvularia puberula Michx.
  - Uvularia sessilifolia L. – jagodowiec bezogonkowy[9]
- sekcja Uvularia
  - Uvularia grandiflora Sm. – jagodowiec wielkokwiatowy, jagodowiec wielkolistny[14][a]
  - Uvularia perfoliata L. – jagodowiec przerosłolistny, jagodowiec przerosły

Podział na sekcje potwierdzony został w analizach filogenetycznych na podstawie badań genów chloroplastowego DNA.

## Nazewnictwo
Toponimia nazwy naukowejNazwa rodzaju pochodzi od łacińskiego słowa uvula, oznaczającego języczek, i odnosi się do zwisających, wąsko dzwonkowatych kwiatów lub owoców oraz zastosowań medycznych tych roślin.
Zwyczajowe nazwy polskieW roku 1852 Ignacy Rafał Czerwiakowski w pracy Opisanie roślin jednolistniowych lekarskich i przemysłowych opisał ten rodzaj pod polską nazwą sopleniec; autor opisał również trzy gatunki Uvularia perfoliata – sopleniec przerosły, U. flava – sopleniec żółty (obecnie synonim U. perfoliata) i U. grandiflora – sopleniec wielkokwiatowy. W roku 1894 Erazm Majewski w Słowniku nazwisk zoologicznych i botanicznych polskich... również podał polską nazwę rodzaju sopleniec, a także wspomniał o nazwie języczkowe ziele, użytej przez Marcina z Urzędowa. Nazwa jagodowiec (jako oboczna wobec sopleńca) pojawia się w roku 1900 w pracy Józefa Rostafińskiego Słownik polskich imion rodzajów oraz wyż̇szych skupień roślin. W pracach współczesnych, jak Słownik roślin zielnych łacińsko-polski Wiesława Gawrysia z 2008 roku i innych, używana jest wyłącznie nazwa jagodowiec.

## Zastosowanie
Rośliny ozdobneJagodowce, a zwłaszcza jagodowiec wielkokwiatowy oraz jagodowiec przerosłolistny, uprawiane są jako rośliny ogrodowe na skalniakach i brzegach oczek wodnych, a także pod drzewami w dużych ogrodach naturalistycznych i na brzegach rabat. Oba gatunki tworzą kępy. Są to rośliny mrozoodporne (strefy mrozoodporności w przypadku jagodowca wielkokwiatowego 3–9, w przypadku j. przerosłego 4–9). Wymagają stanowisk zacienionych lub półcienistych, gleb kwaśnych i żyznych. Rośliny rozmnaża się przez podział wczesną wiosną lub z nasion. W Polsce kwitną w kwietniu i maju. Szczególnie zalecany do stosowania w ogrodach naturalistycznych w Polsce jest jagodowiec wielkokwiatowy.
Rośliny spożywczeMłode pędy jagodowca przerosłolistnego oraz bezogonkowego są spożywane po ugotowaniu jako substytut szparagów. Jadalne są również kłącza obu gatunków.
Rośliny leczniczeTrzy gatunki jagodowca znajdują zastosowanie w tradycyjnym ziołolecznictwie Ameryki Północnej. Kłącza jagodowca wielkokwiatowego używane są jako lek przeciwbólowy, stosowane są w postaci okładu lub maści w leczeniu bólu zęba, czyraków, obrzęków, ran i owrzodzeń. Napar z kłącza jest stosowany do przemywania w leczeniu bólów reumatycznych. Kłącze jagodowca przerosłego stosowane jest jako okład lub maść w leczeniu czyraków, ran i owrzodzeń. Napar z kłącza tej rośliny stosowany jest w leczeniu kaszlu, bólu gardła i ust, przy zapaleniu dziąseł i po ukąszeniach. Napar z kłącza Uvularia sessilifolia stosowany jest do oczyszczania krwi, w leczeniu biegunki oraz jako środek pomocniczy w leczeniu złamań kości. Okłady z kłączy tego gatunku stosuje się bezpośrednio na złamania kończyn, czyraki itp..